# خوبوخ
خوبوخ (به لاتین: Khobokh) یک منطقهٔ مسکونی در روسیه است که در داغستان واقع شده‌است.